# Zoil (osoba)
Zoil – zawistny, nadmiernie surowy, niesprawiedliwy krytyk literacki.
Pojęcie to pochodzi od imienia starożytnego gramatyka, cynika i krytyka literackiego Zoilosa z Amfipolis (IV w. p.n.e.), który wsławił się tym, że w swoich dziełach poświęconych Homerowi negatywnie ocenił jego utwory, przez co sam zyskał przydomek Homeromastiks (bicz na Homera).